# فردی فندر
فردی فندر (انگلیسی: Freddy Fender؛ ۴ ژوئن ۱۹۳۷ – ۱۵ اکتبر ۲۰۰۶) یک موسیقی‌دان اهل ایالات متحده آمریکا بود.